# Crayke
Crayke est un village et une paroisse civile du Yorkshire du Nord, en Angleterre. Il est situé dans le centre du comté, juste au sud-ouest de la zone protégée des Howardian Hills et à 4 km à l'est de la ville d'Easingwold. Au recensement de 2011, il comptait 410 habitants.
L'église paroissiale de Crayke, dédiée à Cuthbert de Lindisfarne, remonte au XVe siècle, mais elle est construite sur le site d'une église plus ancienne. Elle est monument classé de grade II depuis 1960. Le village abrite également le château de Crayke (en) qui est monument classé de grade I depuis 1960.

## Étymologie
Crayke fait partie des toponymes anglais d'origine celtique : il provient d'une forme *creig désignant une falaise ou un rocher. Il est attesté sous la forme Creic dans le Domesday Book, à la fin du XIe siècle.

## Histoire
D'après la Historia de sancto Cuthberto, le domaine de Crayke est offert à l'évêque Cuthbert de Lindisfarne par le roi de Northumbrie Ecgfrith. Cuthbert y fonde une abbaye qui pourrait être celle dont le moine Ædiluulf retrace l'histoire dans De abbatibus, un poème en latin rédigé au IXe siècle. Le chroniqueur du XIIe siècle Siméon de Durham rapporte que Crayke aurait servi de quartier général au roi Ælle avant sa campagne contre York en 867. Lorsque la communauté monastique de Lindisfarne est contrainte à l'exil par les Vikings, en 875, elle réside pendant quatre mois à Crayke au cours des sept années de pérégrinations qui la conduisent finalement à Durham.
Après la conquête normande de l'Angleterre, le village de Crayke fait partie du comté palatin gouverné par les évêques de Durham, qui y fondent un château (en). Il fait partie des nombreuses exclaves du comté de Durham jusqu'en 1844, date à laquelle il est transféré au North Riding of Yorkshire en vertu du Counties (Detached Parts) Act 1844 (en).